# Laomediidae
Laomediidae é uma família de crustáceos pertencentes à ordem Decapoda.
Géneros:
- Jaxea Nardo, 1847
- Laomedia De Haan, 1841
- Naushonia Kingsley, 1897
- Reschia Schweigert, 2009
- Saintlaurentiella Paiva, Tavares & Silva-Neto, 2010
- Strianassa Anker, 2020